# Jizhong Energy Group
Jizhong Energy Group Company Limited («Цзичжун Энерджи Груп») — китайская государственная энергетическая корпорация, специализирующаяся на добыче и переработке угля. Входит в число крупнейших компаний Китая и мира.

## История
Jizhong Energy Group основана в июне 2008 года в результате слияния активов государственных угольных компаний Jinniu Energy Group (Синтай) и Jizhong Fengfeng Group (Ханьдань). К концу 2008 года совокупные активы группы составляли 58 млрд юаней, запасы угля — 15 млрд тонн; в компании работало около 130 тыс. сотрудников. В 2011 году Jizhong Energy Group добыла более 100 млн тонн угля, из которых около 26 млн тонн пришлось на металлургический уголь (по этому показателю заняла 2-е место в стране, после Shanxi Coking Coal Group). В 2018 году Jizhong Energy Group добыла 81 млн тонн угля, её выручка составила 272,36 млрд юаней (39,28 млрд долларов), а общие активы — 254,58 млрд юаней. В 2020 году Jizhong Energy Resources заняла 1631-е место в рейтинге Forbes Global 2000.

## Деятельность
Jizhong Energy Group входит в десятку крупнейших угольных и углехимических компаний Китая. Кроме того, предприятия группы имеют интересы в химической и фармацевтической промышленности, тепловой электроэнергетике и логистике, производят стекловолокно, метиловый спирт, стройматериалы и промышленное оборудование. Также Jizhong Energy Group оказывает медицинские услуги и имеет долю в авиакомпаниях Hebei Airlines и XiamenAir.
- Jizhong Energy Resources Co. Ltd. (Синтай) — добыча и переработка угля, производство электроэнергии, стройматериалов и химической продукции (в том числе каустической соды и поливинилхлорида). Основана в 1999 году, по состоянию на 2023 год компания имела 35,9 тыс. сотрудников, продажи составили 24,33 млрд юаней, операционная прибыль — 8,05 млрд юаней, чистая прибыль — 4,94 млрд юаней, активы — 52,32 млрд юаней[8][9][10][11][12][13].
- North China Pharmaceutical Co. Ltd. (Шицзячжуан) — производство антибиотиков, сердечно-сосудистых, противоэпидемических и ветеринарных препаратов, лекарств для нервной и кровяной систем, витаминов и пестицидов. Основана в 1992 году, по состоянию на 2023 год компания имела 10,16 тыс. сотрудников, продажи составили 10,12 млрд юаней, операционная прибыль — 3,23 млрд юаней, чистая прибыль — 5 млн юаней, активы — 20,95 млрд юаней[14][15][16].
- Hebei Jinniu Chemical Industry Co. Ltd. (Синтай) — производство ПВХ-смол, каустической соды, метанола и пластмассовых изделий. Основана в 1994 году, по состоянию на 2023 год продажи составили 511 млн юаней, активы — 1,43 млрд юаней[17][18][19][20].
- North China Medical and Health Industry Group (Шицзячжуан) — медицинские услуги, в том числе управление больницами, домами престарелых и санаториями; основана в 2017 году[21].

Также в состав Jizhong Energy Group входят угольные компании Fengfeng Group и Handan Mining Group (Ханьдань).